# 강필석
강필석(1978년 11월 16일 ~ )은 대한민국의 배우이다. 1997년에 연극 배우로 첫 데뷔하였고, 1999년에 뮤지컬 배우로 데뷔하였다.

## 학력
- 한국예술종합학교 연극원 연기과 예술사

## 출연작

### 영화
- 《아일랜드 - 시간을 훔치는 섬》 (2015년) - 김군 역
- 《다른 밤 다른 목소리》 (2015년) - 석이 역
- 《신촌좀비만화》 (2014년) - 필석 역
- 《피크닉》 (2014년)
- 《하류인생》 (2004년) - 정보부 요원 3 역
- 《오! 돼지 힘을 발견하다》 (2002년)
- 《전기공들》 (2002년) - 전기공 역

### 드라마
- 《KBS 드라마 스페셜 - 삐삐가 울린다》 (2011년, KBS2) - 이 팀장 역
- 《특수사건 전담반 TEN 2》 (2013년, OCN) - 경찰청 내사과 직원 역

### 뮤지컬
- 《펠리스나비다》
- 《모래시계》 - 우석 역
- 《서편제》 - 동호 역
- 《인터뷰》 - 유진킴 역
- 《나와 나타샤와 흰 당나귀》 - 백석 역
- 《씨왓아이워너씨》 - 경비원 / 신부 역
- 《곤 투모로우》 - 김옥균 역
- 《아랑가》 - 개로 역
- 《스토리 오브 마이 라이프》 - 토마스 역
- 《아가사》 - 로이 역
- 《히즈 피아노 온 브로드웨이》
- 《언성》
- 《해를 품은 달》 - 양명 역
- 《밥 짓는 시인 퍼주는 사랑》 - 최일도 역
- 《청춘의 십자로》
- 《닥터 지바고》 - 파샤 역
- 《엣지스》
- 《틱틱붐》 - 존 역
- 《번지점프를 하다》 - 인우 역
- 《레인맨》 - 찰리 바비트 역
- 《내 마음의 풍금》 - 강동수 역
- 《김종욱 찾기》 - 남자 역
- 《씨왓아이워너씨》 - 경비원 / 신부 역
- 《나쁜 녀석들》 - 로렌스 역
- 《나인》 - 귀도 역
- 《쓰릴미》 - 네이슨 레오폴드 / 나 역
- 《지저스 크라이스트 수퍼스타》 - 예수 역
- 《브루클린》 - 거리의가수 역
- 《유린타운》 - 바비 역
- 《지킬 앤 하이드》 - 프룹스 역
- 《브루클린》
- 《갓스펠》
- 《곤 투모로우》 - 김옥균 역
- 《명성황후》 - 고종 역

### 연극
- 《지구를 지켜라》 - 강만식 역
- 《프라이드》 - 필립 역
- 《스피킹 인 텅스》 - 레온 / 닉 역
- 《로미오와 줄리엣》 - 로미오 역
- 《레드》 - 조수 켄 역
- 《햄릿》 - 햄릿 역
- 《시련》 - 존 프락터 역

## 그 외 활동

### 예능
- 《행진 - 친구들의 이야기》 (2013년, SBS)

### 광고
- 디올 옴므 스포츠 향수

## 수상
- 2016년 제5회 예그린뮤지컬어워드 남우주연상